# Équipe cycliste Lokosphinx
L'équipe cycliste Lokosphinx est une équipe cycliste russe créée en 2009 et ayant le statut d'équipe continentale depuis 2012.

## Histoire de l'équipe

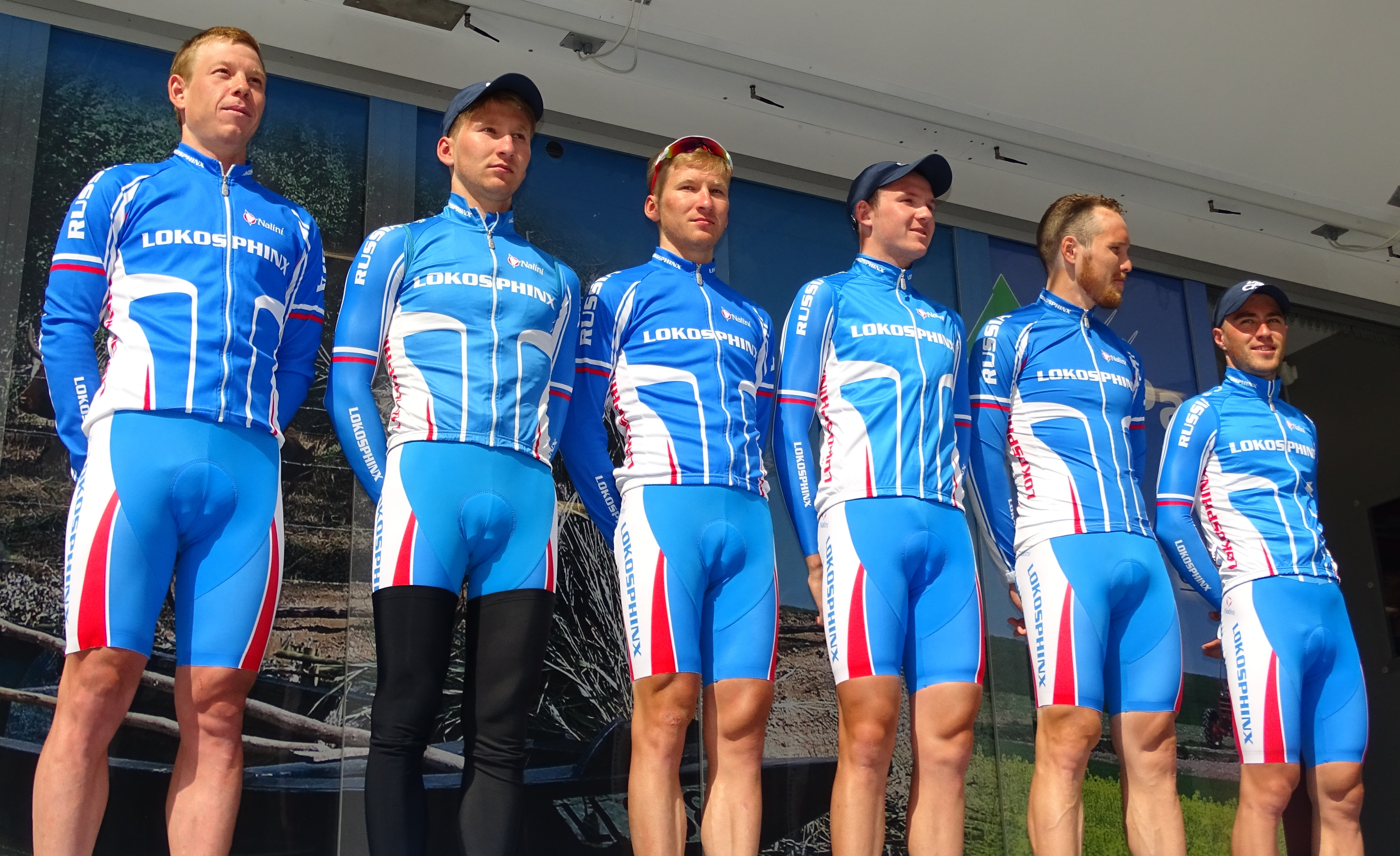
L'équipe lors du départ du contre-la-montre par équipes de la première étape du Paris-Arras Tour 2015 à Vitry-en-Artois.

En 2015, onze coureurs constituent l'effectif de Lokosphinx. Sergey Shilov remporte la deuxième étape du Tour de Castille-et-León le 18 avril, Evgeny Shalunov la première étape du Tour de la communauté de Madrid le 9 mai et son classement général le lendemain.

## Principales victoires

### Courses d'un jour
- Tour de La Rioja : 2012 (Evgeny Shalunov)
- Gran Premio della Liberazione : 2014 (Evgeny Shalunov)
- Trofeo Matteotti : 2015 (Evgeny Shalunov), 2017 (Sergey Shilov)
- Classique d'Ordizia : 2017 (Sergey Shilov)
- Classica da Arrábida : 2018 (Dmitri Strakhov)
- Giro del Medio Brenta : 2018 (Alexander Evtushenko)

### Course par étapes
- Tour de l'Alentejo : 2012 (Alexey Kunshin)
- Tour de la Communauté de Madrid : 2015 (Evgeny Shalunov)
- GP Beiras e Serra da Estrela : 2018 (Dmitri Strakhov)
- Tour d'Iran - Azerbaïdjan : 2018 (Dmitriy Sokolov), 2019 (Savva Novikov)

## Classements UCI
L'équipe participe aux circuits continentaux et principalement à des épreuves de l'UCI Europe Tour. Les tableaux ci-dessous présentent les classements de l'équipe sur les différents circuits, ainsi que son meilleur coureur au classement individuel.
UCI America Tour
| Saison | Classement par équipes | Meilleur coureur au classement individuel |
| ------ | ---------------------- | ----------------------------------------- |
| 2014   | 43e                    | Kirill Sveshnikov (357e)                  |
| 2015   | 55e                    | Kirill Sveshnikov (447e)                  |

UCI Asia Tour
| Saison | Classement par équipes | Meilleur coureur au classement individuel |
| ------ | ---------------------- | ----------------------------------------- |
| 2018   | 33e                    | Dmitriy Sokolov (29e)                     |

UCI Europe Tour
| Saison | Classement par équipes | Meilleur coureur au classement individuel |
| ------ | ---------------------- | ----------------------------------------- |
| 2012   | 50e                    | Evgeny Shalunov (138e)                    |
| 2013   | 83e                    | Sergey Shilov (380e)                      |
| 2014   | 40e                    | Sergey Shilov (133e)                      |
| 2015   | 40e                    | Evgeny Shalunov (24e)                     |
| 2016   | 62e                    | Sergey Shilov (259e)                      |
| 2017   | 30e                    | Sergey Shilov (102e)                      |
| 2018   | 50e                    | Dmitri Strakhov (62e)                     |
| 2019   | 63e                    | Savva Novikov (268e)                      |
| 2020   | 77e                    | Alexander Vdovin (786e)                   |

L'équipe est également classée au Classement mondial UCI qui prend en compte toutes les épreuves UCI et concerne toutes les équipes UCI.
| Saison | Classement par équipes | Meilleur coureur au classement individuel |
| ------ | ---------------------- | ----------------------------------------- |
| 2016   | -                      | Sergey Shilov (466e)                      |
| 2017   | -                      | Sergey Shilov (238e)                      |
| 2018   | -                      | Dmitri Strakhov (183e)                    |
| 2019   | 109e                   | Savva Novikov (326e)                      |
| 2020   | 124e                   | Alexander Vdovin (1010e)                  |

## Lokosphinx en 2021
| Cycliste              | Date de naissance | Nationalité | Équipe 2020 |  |
| --------------------- | ----------------- | ----------- | ----------- |  |
| Nikita Bersenev       | 25 mars 2000      | Russie      |             |  |
| Lev Gonov             | 6 janvier 2000    | Russie      |             |  |
| Sergey Malnev         | 8 août 1998       | Russie      | Lokosphinx  |  |
| Dmitrii Mukhomediarov | 24 mai 1999       | Russie      | Lokosphinx  |  |
| Arseny Nikiforov      | 29 janvier 1998   | Russie      | Lokosphinx  |  |
| Viacheslav Polozov    | 9 août 2001       | Russie      |             |  |
| Aleksandr Smirnov     | 10 février 1998   | Russie      | Lokosphinx  |  |
| Ivan Smirnov          | 14 janvier 1999   | Russie      |             |  |
| Dmitry Sokolov        | 19 mars 1988      | Russie      | Lokosphinx  |  |
| Kirill Sveshnikov     | 10 février 1992   | Russie      | Lokosphinx  |  |
| Gleb Syritsa          | 14 avril 2000     | Russie      |             |  |
| Alexander Vdovin      | 21 août 1993      | Russie      | Lokosphinx  |  |